# Български народен съюз „Кубрат“
Българският народен съюз „Кубрат“ (БНСК) е крайнодясна силно повлияна от фашизма надпартийна политическа организация в България след 1922 г.

## Организация и идеология
БНСК се разграничава от някои аспекти на идеологията на италианския фашизъм, като стопанската политика и концепцията за доминираща фашистка партия, но изиграва важна роля за популяризирането му в България и заема от него много идеологически и организационни елементи – йерархична военизирана организация, антикомунизъм, отхвърляне на либералната демокрация, използване на историческа символика, униформи, поздрав мълчаливо с поставяне на дясната ръка на сърцето. 
Местните организации БНСК се образуват след сливане на спортни и националистически клубове и започват активна публицистична дейност. Местните ръководители на съюза са наричани главатари, а за патронен празник е избран 6 май — Гергьовден.

## История
Българският народен съюз е създаден през 1913 г., но след прекъсване по време на войните започва по-активна дейност през 1922 г. Основан е от група бивши офицери, начело с дългогодишния водач на организацията генерал Борис Сирманов, включваща още генерал Владимир Вазов и генерал Георги Тодоров. Организацията съществува в конспирация до 9 юни 1923 г. Членове набира измежду запасните офицери, „партиите на реда“, македонските среди, като член може да бъде „всеки български гражданин без разлика на вяра и народност“.  През 1923 г. се влива в Народния сговор, но през 1924 г. възстановява самостоятелността си. Обявява се за засилване на ролята на държавата, премахване на класовите противоречия и подкрепа на бедните. Съюзът има претенции за елитарност и към 1926 г. наброява към 15 000 членове в цялата страна, като кубратистите са главно представители на средната класа в градовете.
През ноември 1927 г. софийската местна организация на БНС „Кубрат“ посреща конференцията на районните директори и местни главатари от царството. На 17 август 1929 варненската местна организация "Кубрат" посреща IV конференция на сдружението. Откриването на конференцията се състои в Летния тезтър, а доклади се четат в салона на търговското училище.
Дейността на БНСК замира след 1931 г., но организацията продължава да съществува до окончателното ѝ ликвидиране след Деветосептемврийския преврат през 1944 г.